# Babatan (Sukaraja)
Babatan is een bestuurslaag in het regentschap Seluma van de provincie Bengkulu, Indonesië. Babatan telt 2993 inwoners (volkstelling 2010).